# Katori (Schiff, 1906)
Die Katori (香取 (戦艦)) war ein Einheitslinienschiff der Kaiserlich Japanischen Marine und Typschiff der gleichnamigen Klasse. Sie wurde am Anfang des 20. Jahrhunderts von Vickers Shipbuilding and Engineering gebaut und war mit ihrem Schwesterschiff Kashima eins der beiden letzten auf britischen Werften gebauten Schlachtschiffe der japanischen Marine. Sie wurden kurz vor Beginn des Russisch-Japanischen Krieges bestellt und waren erst nach seinem Ende fertig. Während des Ersten Weltkrieges war sie nicht im Einsatz, nahm aber an der sogenannten Sibirischen Intervention im Jahre 1918 teil. Sie wurde gemäß dem Washingtoner Flottenabkommen von 1922 desarmiert und 1924 zum Verschrotten verkauft.

## Entwurf und Beschreibung

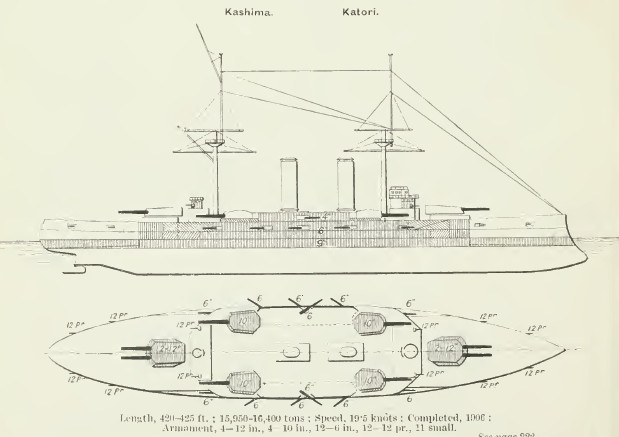
Zeichnung eines Schlachtschiffs der Katori-Klasse aus Brassey’s Naval Annual 1912

Die Schiffe der Katori-Klasse ähnelten dem Entwurf der King-Edward-VII-Klasse der Royal Navy, bei denen der Ur-Entwurf des Pre-Dreadnought-Schlachtschiffes, der Majestic-Klasse aus dem Jahre 1895, geändert und eine Mittelartillerie mit größerem Kaliber eingebaut wurde. Die Katori war 139,1 m lang, 23,8, m breit und hatte einen Tiefgang von 8,2 m. Sie verdrängte 16.210 t Wasser und hatte eine Besatzung von 864 Offizieren und Mannschaften. Angetrieben wurde sie von zwei vertikalen Verbunddampfmaschinen mit dreifacher Dampfdehnung, die den nötigen Dampf aus 20 Niclausse-Kesseln erhielten, eine Leistung von 12.000 kW hatten und eine Geschwindigkeit von 18,5 kn erreichen sollten. Allerdings erreichte die Katori bei ihren Probefahrten 19,5 kn und 13.800 kW. Das Maximum an Kohle, das sie mitnehmen konnte, waren 2180 t und dazu noch 383 t Treiböl, das über die Kohle gesprüht wurde, um deren Effektivität zu steigern. Die Reichweite betrug 12.000 sm (22.000 km) bei einer Geschwindigkeit von 11 kn (20 km/h).
Die Hauptbewaffnung des Schiffes bestand aus vier Geschützen von Vickers mit dem Kaliber 30,5 cm und einer Kaliberlänge von 45 in zwei Doppeltürmen vor und hinter den Aufbauten. Sie verschossen Projektile mit einem Gewicht von 386 kg bei einer Mündungsgeschwindigkeit von 850 m/s. Die Mittelartillerie der King-Edward-VII-Schlachtschiffe hatte das Kaliber von 23,4 cm zwischen der Hauptartillerie und der dritten Gruppe mit 15,2 cm Kaliber. Die japanische Marine erhöhte das Kaliber auf 25,4 cm mit einer Kaliberlänge von 45 in vier Einzeltürmen an den vier Ecken der Aufbauten. Diese Geschütze waren ebenfalls von Vickers und hatten eine Mündungsgeschwindigkeit von 825 m/s bei einem Geschossgewicht von 227 kg. Die dritte Gruppe Artillerie an Bord bestand aus zwölf 15,2-cm-Geschützen mit der Kaliberlänge 45 und waren auch von Vickers. Zehn dieser Geschütze waren in den Kasematten im Rumpf und zwei in Kasematten in den Aufbauten zwischen den 25,4-cm-Türmen. Sie verschossen 45 kg schwere Granaten mit einer Mündungsgeschwindigkeit von 700 m/s. Zur Abwehr von Torpedobootangriffen waren zwölf bis sechzehn 7,6-cm-Geschütze und drei 4,7-cm-Geschütze installiert. Die 7,6-cm-Geschütze feuerten 5,7 kg schwere Granaten mit einer Mündungsgeschwindigkeit von 719 m/s. Außerdem hatten die Schiffe fünf 45,7-cm-Torpedorohre, jeweils zwei an den Seiten und eins im Heck. Die Wasserlinie der Katori wurde durch einen Gürtelpanzer aus speziellem Stahl von Krupp mit einer Dicke von 64 mm an den Enden und 229 mm in der Mitte geschützt. Die Hauptgeschütztürme hatten einen 229 mm dicken Panzer und das Deck wurde durch einen 51–76 mm dicken Panzer geschützt.

## Bau und Einsatz

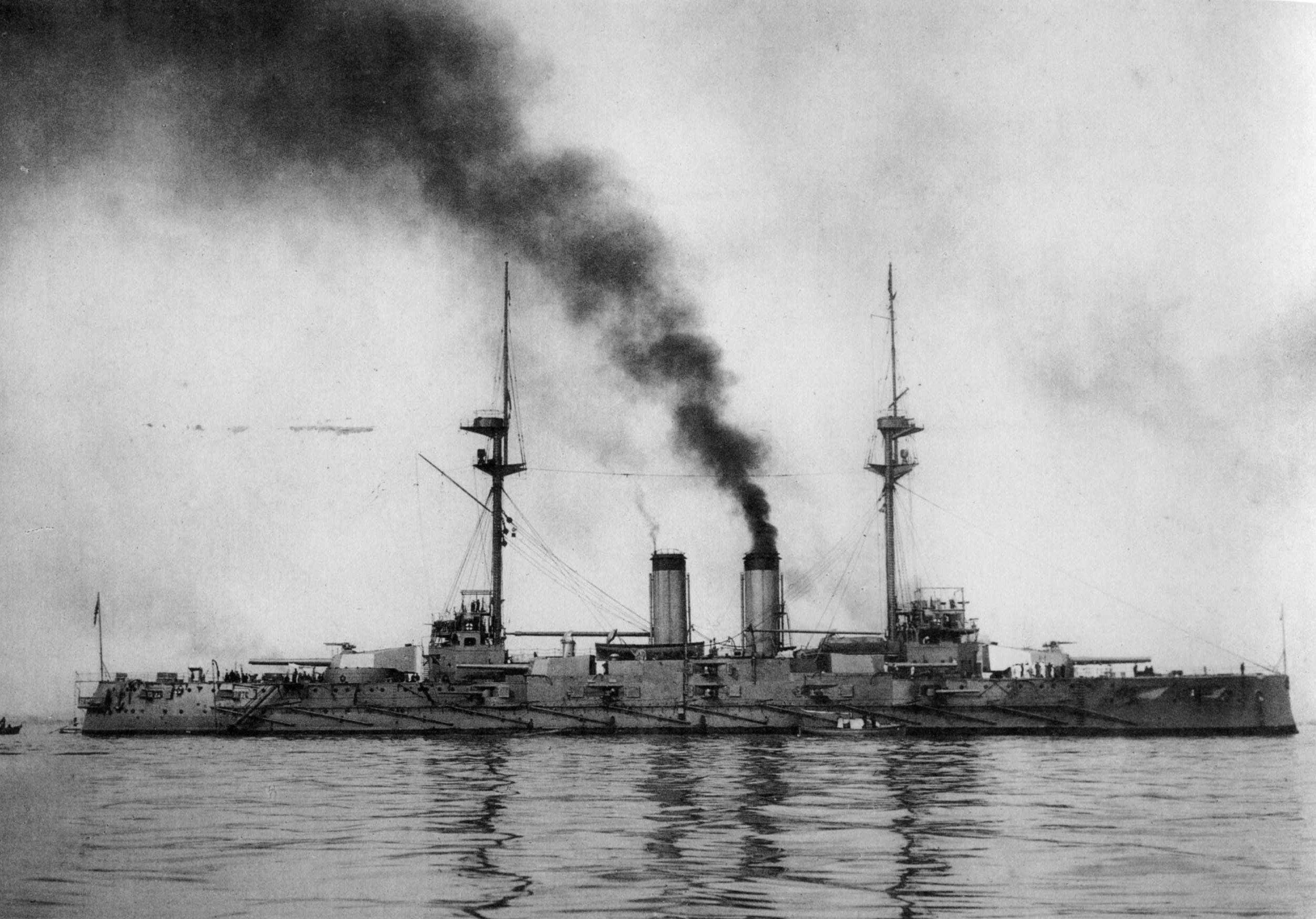
Katori von Steuerbord

Die Katori wurde nach dem Shintō-Schrein Katori-jingū in Katori in der Präfektur Chiba benannt. Im Januar 1904 wurde sie bei Vickers Shipbuilding and Engineering bestellt. Die Kiellegung auf der Werft in Barrow-in-Furness war am 27. April 1904. Der Stapellauf fand am 4. Juli 1905 statt und als Mitglied des Japanischen Kaiserhauses waren Prinz Arisugawa Takehito und seine Frau bei der offiziellen Zeremonie anwesend. Die Fertigstellung war am 20. Mai 1906. Die Katori verließ Großbritannien am 7. Juni 1906 zu ihrer Jungfern- und Testfahrt und erreichte Yokosuka am 15. August.
Bei einer Flottenschau vor Yokusuka am 10. November 1913 war sie das Flaggschiff des Tenno Taishō. Am 14. Oktober war die Katori bei der japanischen Besetzung der deutschen Kolonie Saipan dabei, erhielt anschließend eine Überholung, die bis 1916 dauerte, und wurde danach dem 2. Schlachtschiffsgeschwader zugeordnet. Während der Überholung wurden zwei Seezielgeschütze mit dem Kaliber 7,62 cm durch zwei Flugabwehrgeschütze mit gleichem Kaliber ersetzt. 1917–1918 war sie das Flaggschiff des 5. Schlachtschiffsgeschwaders und Ende 1918 auch das Flaggschiff des Befehlshabers in Nikolajewsk am Amur während der Sibirischen Intervention im Russischen Bürgerkrieg.
Am 3. März 1921 verließ die Katori, begleitet von der Kashima, Yokohama und brachte Kronprinz Hirohito, den späteren Tennō, nach Großbritannien. Er war der erste japanische Kronprinz, der ins Ausland reiste. Das Schiff kam am 9. Mai in Portsmouth an, und nach einer sechsmonatigen Reise durch Europa ging Hirohito in Neapel wieder an Bord, um nach Japan zurückzukehren. Im April 1922 wurde das Schiff desarmiert und am 20. September von der Schiffsliste der Marine gestrichen. Bis zum 29. Januar 1925 wurde die Katori auf der Marinewerft Maizuru abgewrackt, um den Bestimmungen des Washingtoner Flottenabkommens Folge zu leisten. Ihre Geschütze wurden an die Kaiserlich Japanische Armee abgegeben. Die beiden Türme der 30,5-cm-Geschütze wurden 1929 in der Bucht von Tokio und auf Iki in der Straße von Tsushima aufgestellt. Der Rest der Geschütze wurde in die Reserve versetzt und im Jahre 1943 verschrottet.